# 花城站
花城站（日语：／ Flower Town eki */?）是一個位於日本兵庫縣三田市彌生丘一丁目，屬於神戶電鐵的鐵路車站。車站編號為KB31。海拔188公尺。

## 車站構造
島式月台1面2線的地面車站。

### 月台配置
| 月台 | 路線       | 方向 | 目的地         |
| ---- | ---------- | ---- | -------------- |
| 1    | 公園都市線 | 上行 | 木城中央方向   |
| 2    | 公園都市線 | 下行 | 橫山、三田方向 |

## 相鄰車站
神戶電鐵
 公園都市線
橫山（KB27）－花城（KB31）－南木城（KB32）

## 外部連結
- 花城 - 神戶電鐵